# Amchaqab

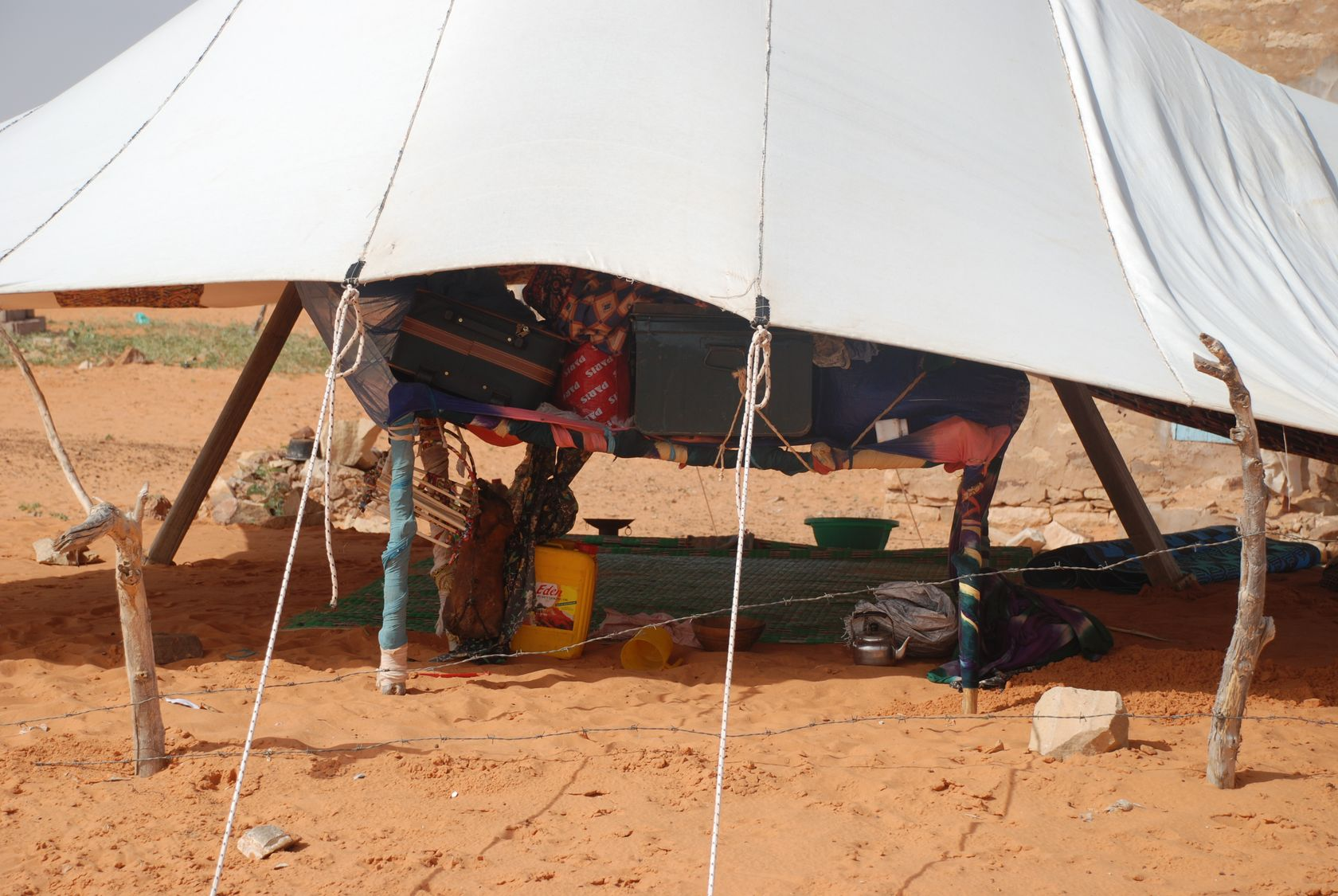
Einfacher amchaqab unter einem mauretanischen Zelt bei Tidjikja

Amchaqab (hassania) auch amšaqab, Pl. imšeqben, tamazight amšaġab; ist ein hölzernes Gestell, das von Nomaden in Mauretanien und der Westsahara in zweifacher Funktion verwendet wird: Es dient als Gepäckbock zur Aufbewahrung des Hausrats im Zelt (chaima) und auf Reisen als Kamelsattel für Frauen.

## Bauform
Das Gestell besteht in seiner qualitätvollen Ausführung aus vier Beinen (ūted, Pl. āwtād) aus dunklem Hartholz (Grenadill, Dalbergia melanoxylon), die reich beschnitzt sind und einen rechteckigen Rahmen (aġḍ) tragen. Die übrigen (bei einfacheren Gestellen alle) Holzstangen bestehen aus hellerem Holz, zum Beispiel aus Wüstendattel (Balanites aegyptiaca, hassania: tišṭāya, Pl. teīseṭ), Acacia raddiana (Unterart der Schirmakazie Vachellia tortilis, hassania: ṭalḥaīye, Pl. ṭalḥā), Oscher (Calotropis procera, hassania turǧāīye, Pl. tūrǧa) oder Brustbeerbaum (Ziziphus lotus, hassania: sedre, Pl. sder). Die Rahmengröße beträgt 60–90 × 110–140 Zentimeter. Die Beine sind durch acht Diagonalverstrebungen stabilisiert. Die Hölzer werden durch Streifen von roher Tierhaut (Kamel oder Rind) verbunden, die nass umwickelt werden und sich beim Trocknen zusammenziehen. Die geometrischen, immer symmetrischen Ornamentmotive an den Eckpfosten werden von feinen gesägten Linien begrenzt, die 1 bis 2,5 Millimeter tief sind. Sie waren früher von allen Holzarbeiten am aufwendigsten gestaltet und zeigten festgelegte Motive in einer symbolischen Bedeutung.
Bei einfacheren Ausführungen besteht die Konstruktion aus beliebigem Knüppelholz, das bunt bemalt und mit farbigen Stoffstreifen umwickelt wurde. Die Holzstangen sind mit etwa 100 bis 110 Zentimeter gleich lang und unverziert. Oftmals wird auf die Diagonalverstrebungen verzichtet.

## Funktion und kulturelle Bedeutung
Der amchaqab ist das wichtigste und meist das einzige Mobiliar in einem Nomadenzelt, das von einer Familie bewohnt wird. Darauf liegt, vom Boden entfernt und so vor Ungeziefer und Tieren geschützt, der gesamte Hausrat der Familie. Dieser war früher in verschieden großen Vorratssäcken aus kunstvoll verziertem Leder verpackt. Hierzu gehörten große, pyramidenförmig spitz zulaufende Koffer (tazāya, Pl. tiziyāten) mit einer bis über einen Meter langen rechteckigen Grundfläche. Wenig kleiner waren die am meisten verwendeten, tisufren (Sg. tasufra) genannten Packsäcke, deren Muster ähnlich wie diejenigen auf den Lederkissen surmije charakteristisch für die Region waren. In den Säcken wurden Kleidung und Lebensmittelvorräte wie Mehl, Datteln, Tee und Zucker transportiert und gelagert. Auf den Tisch gehören ferner eine hölzerne, mit Metallbeschlägen verzierte Truhe (m. ṣandūg, Pl. ṣnādīg), in der die Frau ihren Schmuck aufbewahrt, eine Teekanne (m. berrād, Pl. abrārīd) mit Gläsern und hölzerne Speiseschüsseln (Sg. gdaḥ).
Viele Familien waren in den letzten beiden Jahrzehnten des 20. Jahrhunderts durch wirtschaftliche Notlagen gezwungen, die kostbaren Lederarbeiten zu verkaufen. Die Zierfransen (Pl. gsas) der tiziyāten wurden abgeschnitten und landeten auf den Märkten und im marokkanischen Kunsthandel, einige wenige der aus fünf einzelnen Streifen bestehenden Fransen wurden bis in die 1970er Jahre auch an den imšeqben herabhängend gesehen. Die Tradition der Lederverarbeitung wird nur noch an wenigen Orten fortgeführt, sodass der Hausrat auf den Tischgestellen heute überwiegend in importierten Koffern und Plastiktaschen verstaut wird.
Auf Reisen wird der amchaqab umgedreht und mit den Beinen nach oben auf dem Kamel befestigt. Seitlich wird das Gestell von untergebundenen Säcken (früher den tiziyāten) oder Kissen (surmije) gestützt. Es kann als Sonnenschutz mit einem Tuch überspannt werden und bietet eine ebene Fläche, auf der die Frau Platz nimmt, während der Mann auf dem schmalen hölzernen Kamelsattel rahla reitet.
1957 lebten in Mauretanien noch über 90 Prozent der Bevölkerung in Zelten, um 1960 waren zwei Drittel der Bevölkerung als Nomaden unterwegs. Diese Zahl ist 2010 auf unter 5 Prozent gesunken. Als Übergang zur Sesshaftigkeit wird der amchaqab neben den Schlaf- und Lagerplätzen, die wie bisher aus am Boden ausgelegten Matten und den Armlehnkissen surmije bestehen, unter einer stationären, mit Stoff oder Wellblech überdachten Metallkonstruktion aufgestellt.